# South River (New Jersey)
Pour les articles homonymes, voir South River.
South River est un borough du comté de Middlesex au New Jersey.

## Population
La population de la ville s'élevait à 16 008 habitants en 2010.